# Haki Demolli
Haki Demolli (Pristina, 1963. február 17. –) koszovói albán politikus, jogász és professzor. 2014 és 2017 között a Koszovói Biztonsági Erők minisztere, 2010-ben pedig Koszovó igazságügyi minisztere volt.

## Pályafutása
1985-ben Demolli a Pristinai Egyetem Jogi Karán szerzett diplomát.
1986 és 1987 között a pristinai kerületi bíróságon volt internálva.
1978-ban a Pristinai Egyetem Jogi Karán kezdett órákat tartani, mai napig itt dolgozik.
1999 szeptemberétől 2003 áprilisáig a Koszovói Rendőrszolgálati Iskolában (jelenleg a Koszovói Közbiztonsági Oktatási és Fejlesztési Központ) tartott előadást Vučitrn-ban.
2000 és 2008 között a Koszovói labdarúgó-szövetség alelnöke volt.
2001-ben doktorált a Pristinai Egyetem Jogi Karán.
2003 májusa és 2010 között a Koszovói Jogi Központ, egy NGO igazgatója volt.
2005 és 2008 között a Pristinai Egyetem irányítóbizottságának tagja volt.
Demolli három könyvet jelentetett meg: 2002-ben, 2006-ban és 2009-ben.

## Politikai karrier
2010. március 31-én Demollit Koszovó igazságügy-miniszterévé nevezték ki Nekibe Kelmendi helyére. Ezt a pozíciót 2010. október 18-ig töltötte be.
A 2010-es koszovói választásokon Demolli helyet kapott a Koszovói Köztársaság Közgyűlésében a 2011-től kezdődő időszakra. A negyedik törvényhozásban eltöltött ideje alatt a Választási Reform Bizottság elnöke és a Koszovói Hírszerző Ügynökség felügyeleti bizottságának tagja volt.
2014-ben újraválasztották a Közgyűlésbe, és kinevezték a Koszovói Biztonsági Erők miniszterének.
2017. szeptember 9-én Demollit Rrustem Berisha váltotta fel a koszovói biztonsági erők miniszteri posztján.